# Supersemar
De Supersemar (een Indonesisch lettergreepwoord voor Surat Perintah Sebelas Maret: "Bevelschrift van Elf Maart") was een document dat op 11 maart 1966 werd ondertekend door de Indonesische president Soekarno, waarmee hij legerleider luitenant-generaal Soeharto de bevoegdheid verleende om alles te doen wat hij nodig achtte om de orde in het land te herstellen na de Kudeta en de Indonesische massamoord van 1965-66.
Hoewel Soekarno formeel nog een jaar president zou zijn, wordt de Supersemar gezien als het belangrijkste document dat de overgang mogelijk maakte van de geleide democratie van Soekarno naar de dictatuur (Nieuwe Orde) van Soeharto.

## Achtergrond
Vanaf 1957 had president Soekarno in toenemende mate controle genomen over de Indonesische politiek, volgens zijn concept van geleide democratie. In de nacht van 30 september op 1 oktober 1965 vond er een poging tot staatsgreep (Kudeta) plaats, waarvan de schuld door het leger bij de Communistische Partij van Indonesië (PKI) gelegd werd. In de periode volgend op de poging tot staatsgreep vond de Indonesische massamoord van 1965-66 plaats, en het leger (onder leiding van landmachtcommandant Soeharto) nam steeds meer de leiding. Dit was ook mogelijk doordat de populariteit van Soekarno afbrokkelde, mede vanwege zijn sympathieën voor de PKI. In Jakarta vonden grootschalige studentenprotesten plaats.
Tijdens een bijeenkomst van het Kabinet Dwikora II op 11 maart 1966 werd het presidentieel paleis omsingeld door militairen zonder insigne. Naar later bleek waren dit soldaten van een speciale eenheid van de landmacht. Soekarno werd geadviseerd de bijeenkomst te verlaten, en hij vloog per helikopter naar het presidentieel paleis in Bogor. Daar werd hij bezocht door drie generaals: Basuki Rahmat (tevens Minister van Veteranenzaken en Demobilisering), Muhammad Jusuf (tevens Minister van Basisindustrie) en Amirmachmud (landmachtcommandant voor Jakarta). Zij verlieten het paleis later met een door Soekarno getekende Supersemar.
De aan Soeharto toegekende autoriteit gebruikte hij de volgende dag voor het verbieden van de PKI en een week later voor het arresteren van vijftien aan Soekarno gelieerde ministers, waaronder Soebandrio en Chaerul Saleh. Nog dezelfde maand werd om die reden het Kabinet Dwikora II vervangen door het Kabinet Dwikora III, nog steeds met Soekarno als president en premier, maar Soeharto inmiddels als vicepremier, en door de Supersemar lag de feitelijke macht grotendeels bij hem. De Supersemar is daardoor een belangrijk document dat zorgde voor de overgang van de geleide democratie van Soekarno naar de Nieuwe Orde van Soeharto. Soeharto werd uiteindelijk een jaar later (12 maart 1967) president van Indonesië en zou dat tot 1998 blijven.

## Het bevelschrift

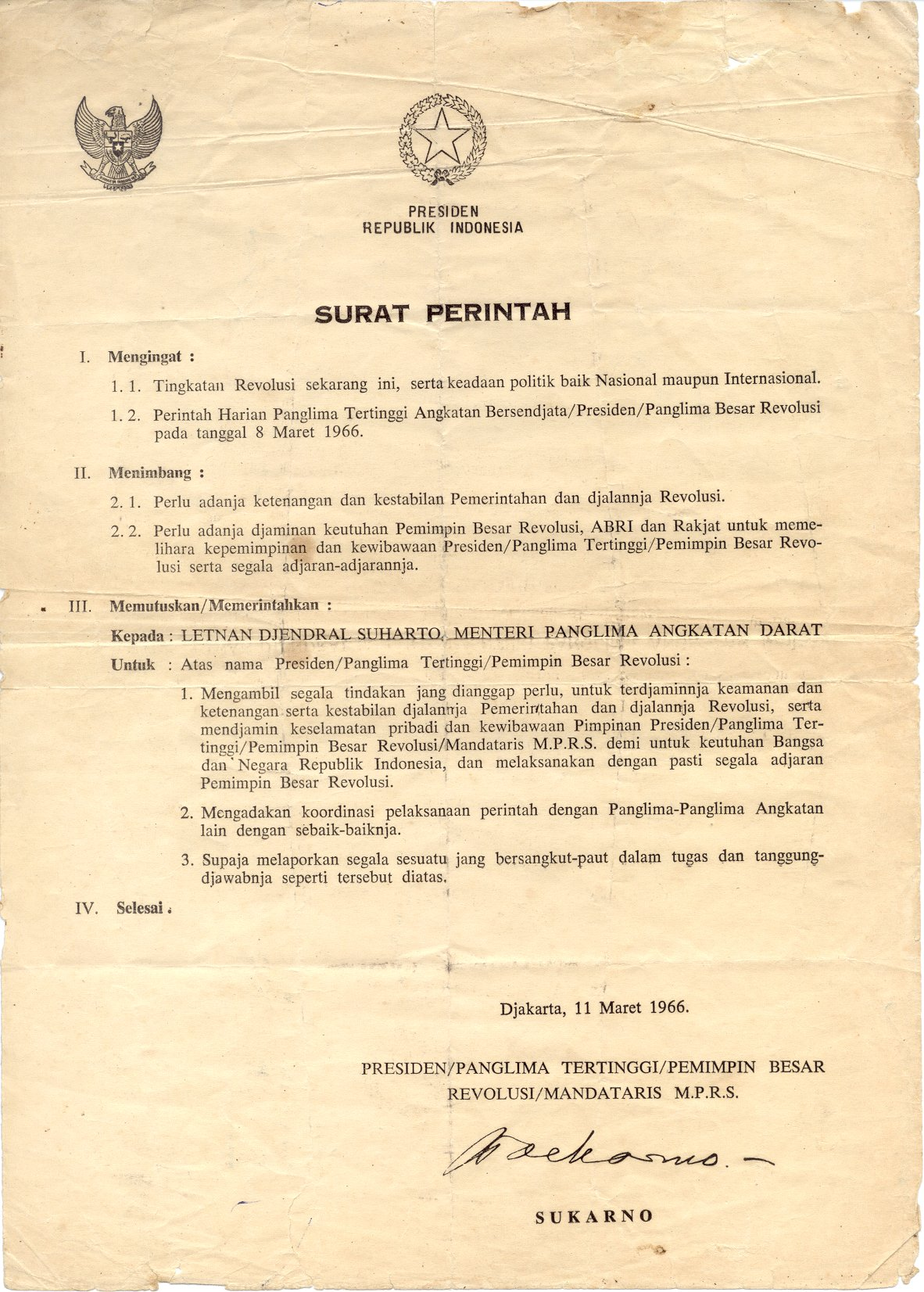
Een van de versies van de Supersemar.

De originele tekst van de Supersemar is verloren gegaan, maar er zijn verschillende min of meer dezelfde versies in omloop. De tekst van het bevelschrift is als volgt:
PRESIDENT VAN DE REPUBLIEK INDONESIË

BEVELSCHRIFT

I. Memorerend:
1. 1. Het huidige niveau van de Revolutie, en de politieke situatie nationaal en internationaal.
1. 2. Het dagelijkse bevel van de opperbevelhebber van de strijdkrachten / commandant van de revolutie op 8 maart 1966.
II. Overwegende:
2. 1. De noodzaak voor rust en politieke stabiliteit en de voortgang van de Revolutie.
2. 2. De noodzaak voor de garantie van de integriteit van de Grote Leider van de Revolutie, ABRI en het Volk voor het behoud van leiderschap en autoriteit van de President / Hoogste Commandant / Grote Leider van de Revolutie en al zijn leringen.
III. Besluit / Beveelt:
Aan: Luitenant-generaal Soeharto, Minister / Commandant van de landmacht
Om: Uit naam van de President / Hoogste Commandant / Grote Leider van de Revolutie:
1. Alle maatregelen te nemen die nodig geacht worden, om de veiligheid en rust evenals de stabiliteit te garanderen van de voortgang van de overheid en de voortgang van de revolutie, en de persoonlijke veiligheid en autoriteit te garanderen van het leiderschap van de President / Hoogste Commandant / Grote Leider van de Revolutie / Mandataris van de MPRS voor de integriteit van het Volk en de Staat Republiek Indonesië, en het met zekerheid uitvoeren van alle leringen van de Grote Leider van de Revolutie.
2. De uitvoering van het bevel zo goed mogelijk te coördineren met de commandanten van de andere krijgsmachtonderdelen.
3. Het rapporteren van alles met betrekking tot de opdracht en de verantwoordelijkheden zoals hierboven genoemd.
IV. Einde.

Djakarta, 11 maart 1966.

PRESIDENT / HOOGSTE COMMANDANT / GROTE LEIDER VAN DE REVOLUTIE / MANDATARIS VAN DE M.P.R.S.

S U K A R N O